# Spinogramma ochreovittata
Spinogramma ochreovittata är en skalbaggsart som beskrevs av Stefan von Breuning 1947. Spinogramma ochreovittata ingår i släktet Spinogramma och familjen långhorningar. Inga underarter finns listade i Catalogue of Life.